# Steżki
Steżki (niem. Stösschen, słow. Stežky, węg. Farcsík, 1530 m) – rozłożyste wzniesienie w słowackich Tatrach Bielskich, stanowiące zakończenie południowo-wschodniej grani Bujaczego Wierchu. Grań ta oddziela Dolinę Kieżmarską od Doliny Czarnej Rakuskiej. Od znajdującego się w niej Ryniasa Steżki oddzielone są szeroką Steżkową Przełęczą (1444 m). Na wschodnią stronę zbocza Steżek opadają do Kotliny Popradzkiej i biegnie nimi granica Tatr. W północno-wschodnim kierunku od szczytu Steżek ciągnie się grzbiet zwany Steżkowym Działem, tworzący zbocza Doliny Czarnej Huczawy. Wschodnie zbocza porasta Wielki Las Kieżmarski, a na obrzeżach tego lasu znajduje się osiedle Kieżmarskie Żłoby.
Steżki mają inną budowę geologiczną niż całe Tatry Bielskie, podobną natomiast jak Tatry Wysokie. W całości zbudowane są z pochodzących z permu piaskowców kwarcystycznych. W okresie największego zlodowacenia cały masyw Steżek i Ryniasa był nunatakiem. Wskutek bardzo jałowego kwarcytowego podłoża duże połacie stoków pozbawione są lasu. Kwarcyty są bowiem odporne na wietrzenie i gleba tworzy się na nich dużo wolniej. Drugim skutkiem geologicznej budowy Steżek jest obniżenie się dolnej granicy piętra kosodrzewiny. W wielu miejscach przebiega ona tutaj na wysokości około 1350 m.
Pochodzenie nazwy nie jest znane, ale w XVI–XVIII w. wzniesienie to opisywane było jako Stößchen. Dawniej w polskiej literaturze Steżki nazywane były Kieżmarskim Przysłopem, Kopą nad Surowiną, Przysłopem, Bielskim Przysłopem. Obecną nazwę wprowadził do literatury Walery Eljasz-Radzikowski, być może pochodzi ona od spolszczonej nazwy niemieckiej. Dawniej na Steżkach prowadzone były prace górnicze.
Steżki porasta las (na dużych powierzchniach są to wiatrołomy) i wyjątkowo bujna kosodrzewina

## Turystyka
Podnóżem Steżek prowadzi udostępniony turystycznie, znakowany niebiesko Zbójnicki Chodnik, a na szczyt Steżek dwie zamknięte dla turystów ścieżki. Utrzymanie tych ścieżek wymaga systematycznego wycinania kosodrzewiny.
  od Tatrzańska Kotlina – podnóża Kobylego Wierchu – wylot Doliny Czarnej Rakuskiej – podnóża Steżek – Kieżmarskie Żłoby. Czas przejścia 1:35 h, z powrotem 1:20 h.

## Przypisy

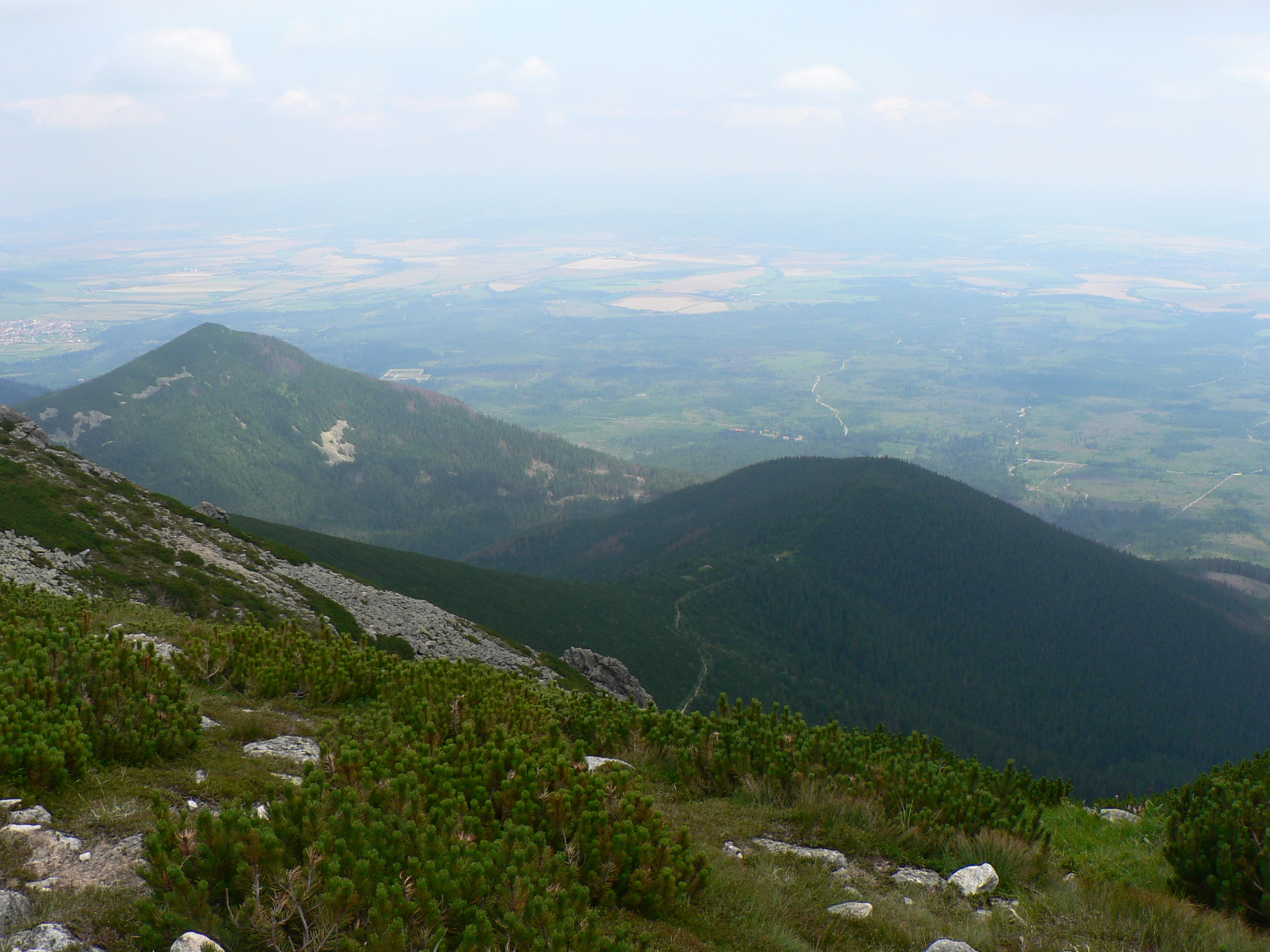
Od lewej: Steżki i Mała Rakuska Czubka, widok z Rakuskiej Czuby
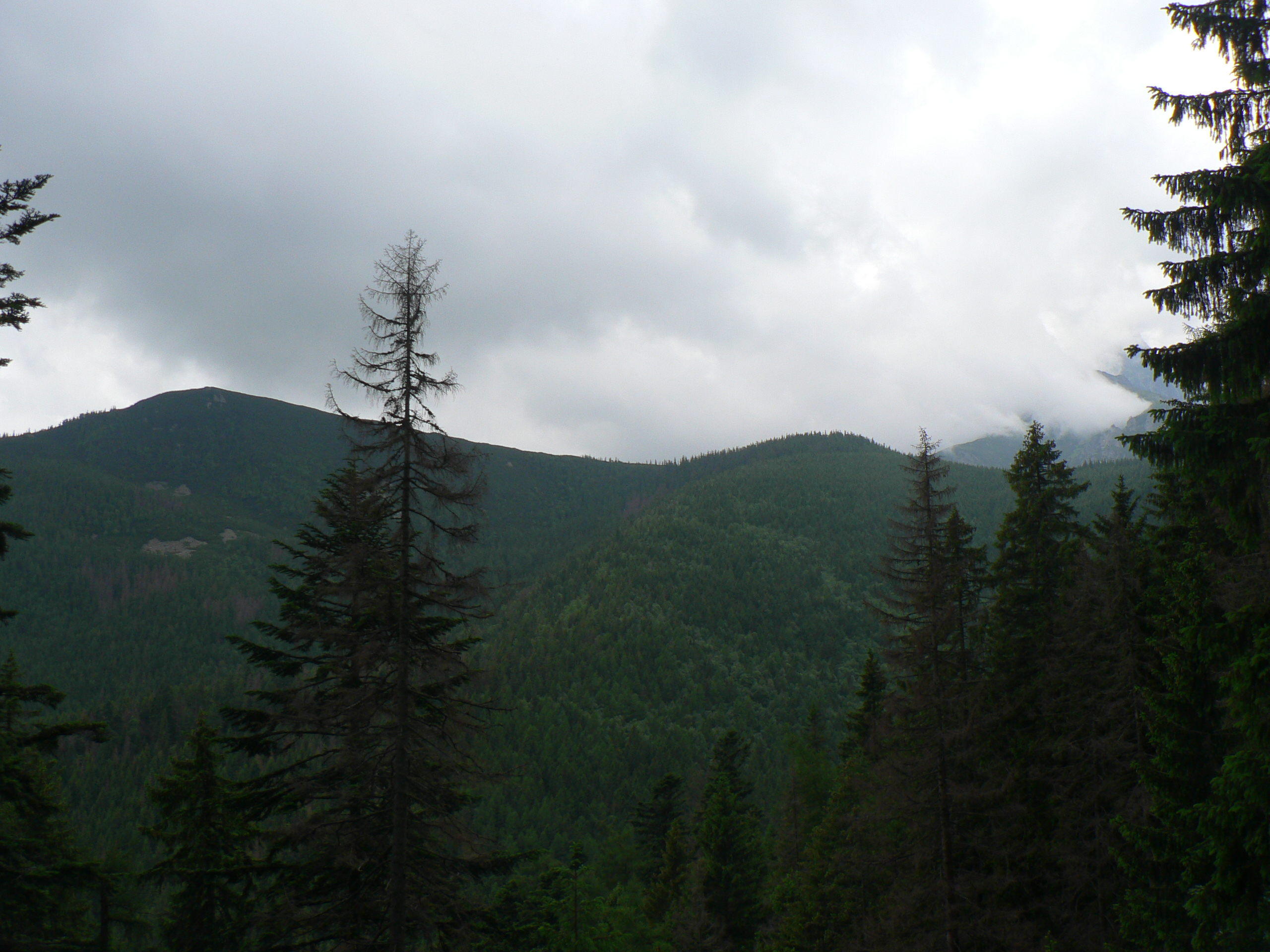
Steżki i Rynias ze szlaku do Schroniska pod Szarotką
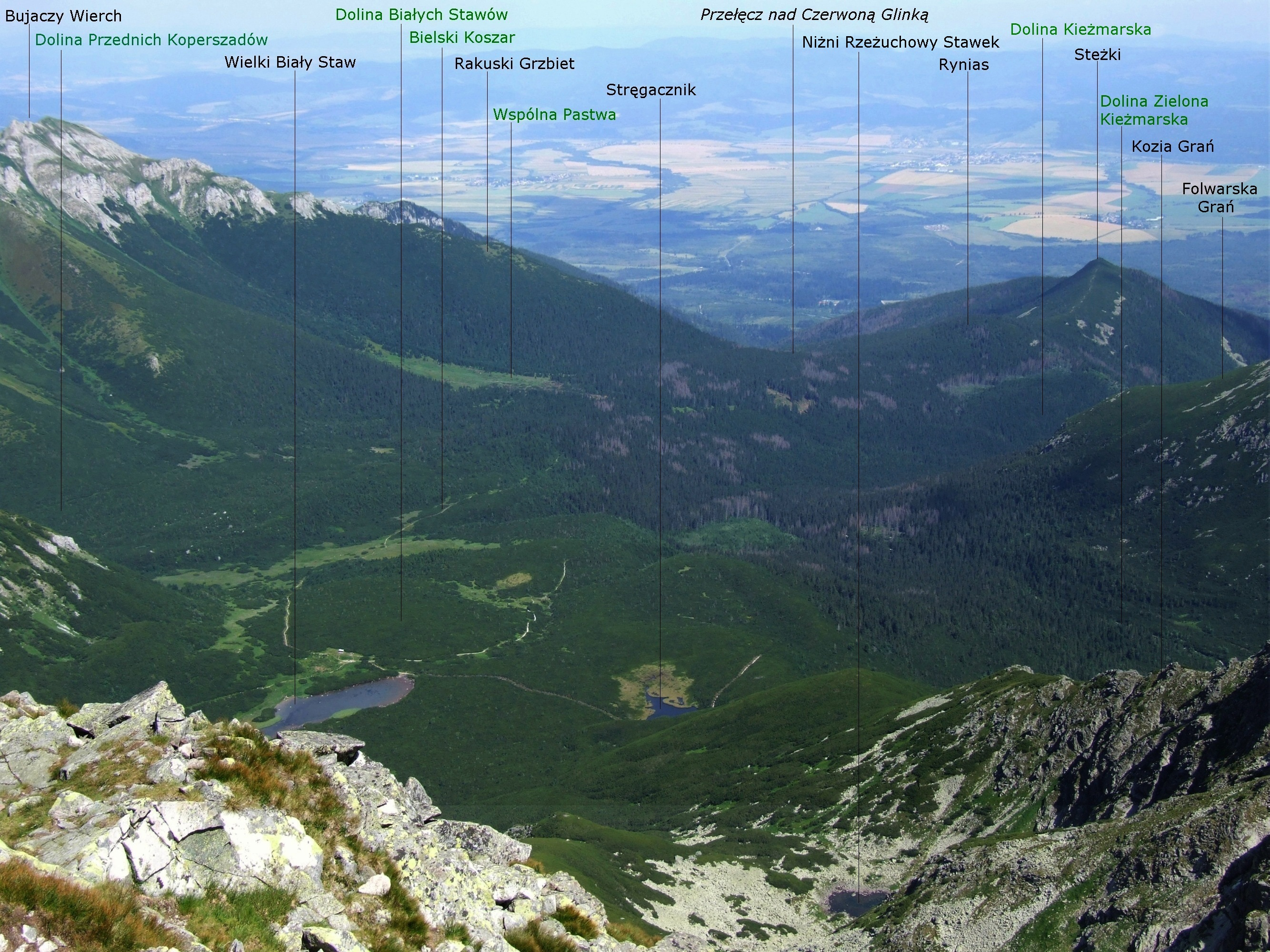
Widok z Jagnięcego Szczytu